# Otto Wilhelm Ålund
Otto Wilhelm Ålund, född 19 september 1822 i Örebro, död 23 mars 1901 i Uppsala, var en svensk tidningsman och översättare.
Ålund blev 1839 student och 1851 filosofie doktor i Uppsala. Han ägnade sig några år åt lärarverksamhet i Norrköping samt var 1854–1881, med undantag av 1868–1869, då han var föreståndare för Herrestads folkhögskola, medarbetare i Aftonbladet, 1883 i Göteborgs Handels- och Sjöfartstidning och 1885–1888 i Dagens Nyheter. Han redigerade Uppfinningarnas bok (1871–1876), översatte arbeten av bland andra William Edward Hartpole Lecky, Thomas Carlyle och Édouard de Laboulaye, bearbetade på svenska Karl Friedrich Beckers världshistoria (1894–1899) samt utgav några smärre geografiska, historiska och biografiska skrifter.

## Skrifter
- 1852 – Elementarkurs i geografien (Bergegren)
- 1872 – Geografi för skolans lägre klasser (Hierta)
- 1890 – John Ericsson, några minnesblad (Bonniers)
- 1891 – Irland och Parnell (Bonniers)
- 1892 – Amerika, dess upptäckt, eröfring och 400-åriga utveckling (Bonniers) Fulltext
- 1893 – William Ew. Gladstone: statsmannen och folkvännen, ett biografiskt utkast (Bonniers)
- 1894 – Gustaf II Adolf, ett 300-årsminne berättadt för ung och gammal (Bonniers)Fulltext
- 1896 – Gustaf Eriksson Vasa, Sveriges befriare och nydanare, en liten minnesskrift (Bonniers)
- 1897 – Folkens vandringar (Folkupplysningsföretaget)
- 1898 – Bismarck och hans värk (Folkupplysningsföretaget)

## Översättningar
- David Livingstone: En missionärs resor och forskningar i Syd-Afrika (Bergegren, 1859–1860)
- William H. Prescott: Mexikos eröfring (The conquest of Mexico) (Bonniers, 1863)
- Friedrich von Hellwald och L. C. Beck: Turkiet i våra dagar: bilder och skildringar från alla delar af det osmaniska riket (E. T. Bergegrens bokhandel, 1878)
- Washington Irving: Alhambra (The Alhambra) (Hierta, 1881)
- Daniel Defoe: Robinson Crusoe (Robinson Crusoe) (Hierta, 1883)
- Victor Hugo: Notre-Dame (Lamm, 1885)
- Justin McCarthy: Englands historia i våra dagar (A history of our time) (Norstedts, 1887) Fulltext
- Hippolyte Carnot: Franska revolutionen (1789–1804) (La revolution française, résumé historique) (Bonniers, 1889)
- Fridtjof Nansen: På skidor genom Grönland: en skildring af den norska Grönlands-expeditionen 1888-89 (Paa ski over Grønland) (Bonniers, 1890)

## Priser och utmärkelser
- 1874 – Letterstedtska priset för översättningar för översättning och utgivning av Uppfinningarnas bok